# Colla Sardanista Violetes del Bosc
La Colla Sardanista Violetes del Bosc, fundada el 1945, va guanyar per primera vegada el Campionat de Catalunya de colles sardanistes el 1959. Aquell èxit, l'ha repetit molt sovint i també força vegades ha quedat en segona posició. Al seu palmarès hi ha també campionats de revesses i de colla completa, la Copa de Catalunya i el Campionat Territorial de la Ciutat de Barcelona.
El 1962 va crear la colla Rosa de Sant Jordi, acompanyada en alguna ocasió per la colla Primavera, que ha fet aparicions esporàdiques. Juntament amb la colla principal, n'hi ha una altra de veterana: les Violetes del Cinquantenari, fundada l'any 1995 amb motiu de les noces d'or.
En escaiença del 25è aniversari, l'entitat organitzà una actuació de sardanes i música per a cobla al Palau de la Música Catalana, amb la participació de cobles destacades. Aquesta activitat s'ha repetit els anys 1985, 1990 i 1995 en les celebracions dels aniversaris que s'hi esqueien. També amb motiu del 25è aniversari, es va crear l'Obra Sardanista Violetes del Bosc, dedicada a la promoció i la divulgació del món sardanista.
La trajectòria i la tasca de la Colla Sardanista Violetes del Bosc han estat reconegudes amb premis atorgats per entitats i organismes, com ara la Medalla al Mèrit Cultural de la Diputació de Barcelona, la Venus de Barcelona de l'Ajuntament de Barcelona, la Rosa d'Or de Roses, la Palma d'Or de Vic, el premi a la Continuïtat de l'Obra del Ballet Popular, i la Creu de Sant Jordi de la Generalitat. A més, té dedicades unes quantes sardanes de diversos autors, com ara «Violetes del bosc» d'Agustí Borguñó (1960), "Ofrena a Violetes del bosc" de Fèlix Martínez i Comín (1969), «El bosc de les Violetes» d'Emili Saló (1978), "Colla Violetes del Bosc" de Manel Saderra i Puigferrer (1978), " Fragància de Violetes" de Francesc Cassú i Jordi (1991), «Temps de Violetes» de Pepita Llunell (1996), o «Violetes» de Jesús Ventura i Barnet (2006).